# Submarino U-483
El submarino alemán U-483 fue un submarino tipo VIIC de la Kriegsmarine de la Alemania nazi durante la Segunda Guerra Mundial .
Realizó dos patrullajes e hizo que un buque de guerra fuera declarado pérdida total.
Se rindió el 9 de mayo de 1945; fue hundida como parte de la Operación Deadlight el 16 de diciembre de 1945.

## Diseño
Los submarinos alemanes Tipo VIIC fueron precedidos por los submarinos más cortos Tipo VIIB . El U-424 tenía un desplazamiento de 769 toneladas (757 toneladas largas) cuando estaba en la superficie y 871 toneladas (857 toneladas largas) mientras estaba sumergido.  Tenía una longitud total de 67,10 m (220 pies 2 pulgadas), una longitud de casco de presión de 50,50 m (165 pies 8 pulgadas), una manga de 6,20 m (20 pies 4 pulgadas), una altura de 9,60 m ( 31 pies 6 pulgadas) y un calado de 4,74 m (15 pies 7 pulgadas). El submarino estaba propulsado por dos motores diésel sobrealimentados Germaniawerft F46 de cuatro tiempos y seis cilindros . produciendo un total de 2800 a 3200 caballos de fuerza métricos (2060 a 2350 kW; 2760 a 3160 shp) para uso en superficie, dos motores eléctricos de doble acción Siemens-Schuckert GU 343/38–8 que producen un total de 750 caballos de fuerza métricos (550 kW ; 740 shp) para usar mientras está sumergido. Tenía dos ejes y dos hélices de 1,23 m (4 pies ) . El barco era capaz de operar a profundidades de hasta 230 metros (750 pies).
El submarino tenía una velocidad máxima en superficie de 17,7 nudos (32,8 km/h; 20,4 mph) y una velocidad máxima sumergida de 7,6 nudos (14,1 km/h; 8,7 mph).  Cuando estaba sumergido, el barco podía operar durante 80 millas náuticas (150 km; 92 mi) a 4 nudos (7,4 km/h; 4,6 mph); cuando salió a la superficie, podría viajar 8.500 millas náuticas (15.700 km; 9.800 mi) a 10 nudos (19 km / h; 12 mph). El U-424 estaba equipado con cinco tubos de torpedos de 53,3 cm (21 pulgadas) (cuatro instalados en la proa y uno en la popa), catorce torpedos , un cañón naval SK C / 35 de 8,8 cm (3,46 pulgadas) , 220 rondas y dos cañones antiaéreos gemelos C/30 de 2 cm (0,79 pulgadas) . La nave contaba con una capacidad de entre cuarenta y cuatro y sesenta tripulantes.

## Historial de servicio
El submarino fue puesto en quilla el 20 de marzo de 1943 en Deutsche Werke en la ciudad alemana de Kiel como astillero número 318, se botó el 30 de octubre y se puso en servicio el 22 de diciembre bajo el mando del Kapitänleutnant Hans-Joachim von Morstein.
Sirvió en la 5.ª Flotilla de submarinos desde el 22 de diciembre de 1943 para entrenamiento y en la 3.ª flotilla desde el 1 de agosto de 1944 para operaciones. Fue reasignada a la flotilla 11 el 5 de septiembre.

### Primera patrulla
La primera patrulla del U-432 estuvo precedida por una serie de viajes cortos desde Kiel en Alemania hasta la base naval de Horten (al sur de Oslo) y luego de regreso a Stavanger, ambos destinos en Noruega. La patrulla en sí comenzó cuando el barco partió de Stavanger el 3 de octubre de 1944. El día 12 un fallo en el Schnorchel del submarino [un dispositivo utilizado para la respiración y funcionamiento del motor del submarino], produjo una falla cuando la nave se encontraba al noroeste de Escocia, que resultó en la muerte de uno de los tripulantes.
El 1 de noviembre de 1944 el submarino torpedeó la fragata británica HMS Whitaker .HMS Whitaker frente a Malin Head, Irlanda. La proa del barco estadounidense fue volada. El comandante de la embarcación, todos los demás oficiales y 84 marineros murieron, pero el barco no se hundió. Se apagaron los incendios y se detuvo la inundación. Finalmente, fue remolcada al puerto de Londonderry, luego a Belfast, pero fue declarada pérdida total.

### Segunda patrulla
Ahora con si base de operaciones en Bergen, Noruega, el barco partió para su segunda incursión el 7 de febrero de 1945. Según una fuente, logró entrar en el Mar de Irlanda .  Atracó en Trondheim el 26 de marzo.

## Destino
El U-483 se rindió en Trondheim el 9 de mayo de 1945. Fue transferido a Scapa Flow y luego a Loch Ryan en Escocia el 29 de mayo para terminar con la Operación Deadlight . Fue hundido el 16 de diciembre por causas desconocidas.

## Historial de incursiones
| Fecha                  | Nombre del barco | Nacionalidad          | Tonelaje | destino       |
| ---------------------- | ---------------- | --------------------- | -------- | ------------- |
| 1 de noviembre de 1944 | HMS Whitaker     | Marina Real británica | 1,300    | Pérdida total |